# جوروگومو

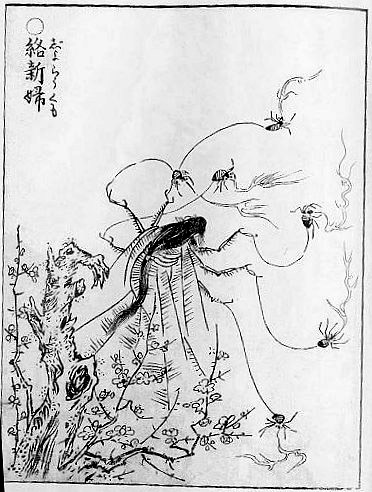
جوروگومو در کتاب گازو هیاکی یاکو اثر توری‌یاما سکیئن

جوروگومو (ژاپنی: 絡新婦 هپبورن: じょろうぐも) نوعی یوکای به شکل عنکبوت، و موجودی در فولکلور ژاپنی است. در کتاب گازو هیاکی یاکو اثر توری‌یاما سکیئن، آن را به شکل یک زن عنکبوتی در حال کنترل عنکبوت‌های کوچک آتش افزون به تصویر کشیده است.

## افسانه‌ها
جوروگومو هم به صورت عنکبوت و هم یوکای در انزوا زندگی می‌کند. در افسانه‌ها زمانی که عنکبوت گردباف طلایی ۴۰۰ ساله شود، قدرت جادویی پیدا می‌کند و شروع به تغدیه از انسان‌ها به جای حشرات می‌کند. جوروگومو لانهٔ خود را در غارها، جنگل‌ها، یا خانه‌های خالی از سکنه در شهرها می‌سازد. آن‌ها با داشتن هوشی زیرکانه و بسیار بی‌رحم، انسان‌ها را چیزی جز طعمه‌ای برای تغذیه نمی‌بینند. آن‌ها تغییرشکل‌دهندگان ماهری هستند که معمولاً در هیبت زنانی جوان، جذاب و فریبنده، و به‌طور حیرت‌آوری زیبا ظاهر می‌شوند. طعمهٔ مورد علاقه آن‌ها مردان جوان و خوش‌تیبی است که به دنبال عشق هستند. زمانی که جوروگومو مرد مورد نظرش را نشان می‌کند، او را اغوا و با وعده به خانه‌اش می‌کشاند و او دیگر هرگز دیده نخواهد شد. تارهای ابریشمی آن‌ها به اندازه‌ای قوی است که یک مرد بالغ را به دام می‌اندازد تا نتواند فرار کند. آن‌ها همچنین دارای زهر قدرتمندی هستند که می‌تواند فردی را روز به روز و به آرامی ضعیف کند و به آن‌ها این اجازه را می‌دهد که از مرگ طولانی و زجرآور قربانی خود لذت ببرند. جوروگومو قادر به کنترل عنکبوت‌های کوچکتر است، و حتی از عنکبوت‌های آتش افزون برای سوزاندن خانه‌های هر دشمن مشکوکی استفاده می‌کند.

### آبشار جورن ایزو
افسانهٔ آن در کنار آبشار جورن ایزو، نزدیکی استان شیزوئوکا آغاز می‌شود، جایی که در یکی از روزها یک مرد کارگر پس از یک روز کاری طولانی در کنار آبشار به استراحت مشغول است. جوروگومو مرد را در حالی که خوابیده بود به دام می‌اندازد. وقتی مرد از خواب بیدار شد، تارهایی که دور پاهایش پیچیده شده بود را به دور درختی نزدیک پیچید. لحظه‌ای بعد، وقتی دید که درخت تنومند بی‌رحمانه از ریشه کنده شده و به داخل آب کشیده شد، شکه می‌شود. مرد کارگر خبر موجود خطرناکی را که در کنار آبشار زندگی می‌کرد را پخش کرد و این افسانه به سرعت در بین مردم محلی دست به دست شد. پس از این ماجرا مردم روستا جرأت نزدیک شدن به آبشار را نداشتند. این افسانه برای سال‌ها ادامه پیدا کرد تا زمانی که یک چوب‌بر که از افسانه بی‌خبر بود از این مکان برای بریدن درخت بازدید کرد و به‌طور اتفاقی تبرش درون آب افتاد، زمانی که جوروگومو (که خود را به شکل دوشیزه‌ای جوان و بسیار زیبا درآورده بود) تبر را به او برگرداند، چوب‌بر شیفته‌اش شد. کمی پس از ناپدید شدن چوب‌بر، یکبار دیگر شایعه افسانهٔ عنکبوت آدم‌خوار یوکای در بین مردم پخش شد.
در نسخه‌ای دیگر، جوروگومو پس از تحویل تبر به چوب‌بر می‌گوید: «تو هرگز نباید آنچه را که اینجا دیدی برای کسی بازگو کنی». در ابتدا، چوب‌بر این راز را پیش خود نگه داشت، اما با گذشت روزها، این راز در دل او سنگینی می‌کرد. سرانجام در حین یکی از ضیافت‌ها و در حالی که مست بود، تمام ماجرا را تعریف کرد. او که دیگر احساس سبکی و آرامش می‌کرد، به خوابی فرو رفت، اما دیگر بیدار نشد.
جوروگومو همچنین می‌تواند به برخی از گونه‌های عنکبوت همچون نفیلا و صورت‌نقره‌ای اشاره کند. شناخته شده‌ترین یوکای عنکبوتی است که در سراسر مجمع‌الجزایر کشور ژاپن به جز جزیرهٔ شمالی هوکایدو یافت می‌شود. اندازهٔ بدنشان بین دو تا سه سانتی‌متر طول دارد اما قادر به بزرگتر شدن نیز دارند؛ برخی از آن‌ها به اندازه‌ای بزرگ می‌شوند که می‌توانند پردندگان کوچک را شکار و از آن‌ها تغدیه کنند.